# 山西省孝义中学
37°9′19.15″N 111°47′40.70″E / 37.1553194°N 111.7946389°E
孝义中学始建于1952年，1980年被命名为山西省首批重点中学。

### 校史沿革
1952年八月孝义中学成立，校址设在旧城楼西原尊德中学旧址，只设初中学制三年。

1958年九月孝义中学成立高中部 成为一所完全中学。

1964年在新城区新建孝义中学校新校区，1966年交付使用

1967年文革开始，孝义中学进入无政府状态。

1970年孝中解体停办。

1974年孝中恢复办学，恢复校名。

1978年孝中恢复为文革前的完全中学。

1981年停止初中招生。

1983年成为普通高中。

2003年新校区建成。同年搬入新校区，即现校区

### 历任校长
1952年闫文彬任副校长 县长史锦新兼任校长

1956年闫文彬离任  郭向胜任副校长主持工作

1958年马成功任校长

1959年马成功离任 李虎任校长

1961年李虎离任 郭向胜主持工作

1962年房福元任校长

1974年恢复办学 房福元任校长

1984年张成湖任校长

1986年张成湖离任 郭耀五任校长

1990年郭耀五离任 任巾侠任校长

1996年任巾侠离任 吴贵生任副校长主持工作

2000年吴贵生任校长

2003年吴贵生离任 张凤年任副校长主持工作

2005年张凤年任校长

2011年赵永旺任副校长主持工作

## 校园概况

### 办学规模
学校按20轨设计。主要建筑包括3幢教学楼，4幢学生公寓楼，综合办公楼，实验楼，报告厅，图书楼，食堂和浴室等。

学校占地十一万平方米，总建筑面积6.7万平方米，绿地面积2.75万平方米。

省中学一级图书馆藏书9万余册，生均48册。期刊阅览室，共有杂志报纸330种。

全塑胶体育场一座，可容纳观众4500人。

### 校训
勤奋严谨 敬业创新

## 办学成果

### 历年高考成绩
2005 478人达线 一本155人 二本323人

2006 505人达线 一本178人 二本327人

2007 537人达线 一本194人 二本343人

2008 650人达线 一本227人 二本423人

2009 728人达线 一本267人 二本461人

2010 804人达线 一本305人 二本499人

2011 990人达线 一本314人 二本612人

2012 1197人达线 

### 优秀教师
张凤年 全国模范教师 山西省学科带头人

赵永旺 全国教育特色先进工作者

武桂莲 全国优秀教师

梁国威 中华全国总工会积极分子

刘明信 全国优秀教师

光  华 全国特色教育优秀教师

郭志勇 全国自制教具三等奖获得者 山西省优秀教师

任文霞 全国自制教具三等奖

任巾侠 山西省劳动模范 优秀中学校长

吕光川 山西省精神文明建设先进个人 吕梁模范教师

吴贵生 山西省优秀教师 山西省特级教师 吕梁名师 吕梁名校长

候廷喻 山西省学科骨干 山西省优秀教师

叶道贞 山西省特级教师 山西省学科带头人

张立政 山西省特级教师

任保锋 山西省优秀班主任

温显东 山西省教学能手

靳春鸣 山西省优秀班主任

张贵勤 山西省教学能手

蔡雪梅 山西省教学能手

### 优秀校友
任晓敏 北京邮电大学副校长 信息光电子学与光通信国家重点实验室主任 973项目国家首席科学家 英国工程技术学会会士

陈吉泉 美国科学学会会士 

胡志刚 中南大学教授

王应吉 吉林大学教授

梁镇海 太原理工大学教授

郝全梅 山西大学教授

张宏泉 武汉理工大学教授

任家骏 太原理工大学教授

薛延忠 山西省省委副书记 常务副省长 全国政协委员

叶爱梅 国家物资部行政司司长

赵承梓 清徐县政协主席

张振华 文水县县长

闫孝敏 方山县县委书记

王彤宇 离石区区委书记 
 
武跃飞 柳林县县长

张云华 国务院发展研究中心研究员

宋书温 广州通信兵学院 副军职大校

王万春 天津市南开区武装部部长

宋建英 太原卫星发射中心高级工程师

侯小强 盛大文学CEO

梁宇鹏 IBB咨询集团

石   滨 中国化工集团双喜轮胎技术部部长

赵承楷 著名书法家